# Приобретение «Твиттера» Илоном Маском
Приобрете́ние «Тви́ттера» И́лоном Ма́ском — сделка, состоявшаяся 25 апреля 2022 года между компанией Твиттер и Илоном Маском.
14 апреля 2022 года американский бизнесмен Илон Маск предложил приобрести социальную сеть Твиттер за 43 млрд долларов США, ранее купив 9,2 % акций компании за $2,8 млрд. 25 апреля совет директоров Твиттера единогласно принял предложение Илона Маска. Сумма сделки составила $44 млрд.
Однако 8 июля 2022 года стало известно, что Илон Маск отказался от покупки, объяснив это тем, что Твиттер нарушил несколько положений соглашения о сделке.
Для того, чтобы избежать судебных тяжб, 26 октября 2022 года, Илон Маск подтвердил сделку и приобрел «Твиттер» за $44 млрд ().

## Начало

### Предпосылки
Илон Маск опубликовал свой первый твит на личном аккаунте сети Twitter в июне 2010 года и на момент покупки имел более 80 миллионов подписчиков. В 2017 году в ответ на твит, предлагающий Маску купить Twitter, он ответил: «Сколько стоит?».
24 марта 2022 года Маск начал публиковать критические высказывания в адрес Twitter[4], опросив своих подписчиков, придерживается ли Twitter принципа, что «свобода слова необходима для функционирования демократии».

### Ранние нововведения
Маск начал покупать акции Twitter 31 января 2022 года. 4 апреля Маск объявил, что приобрёл 9,2 процента акций Twitter за 2,64 миллиарда долларов, став крупнейшим акционером компании. После этого объявления акции Twitter пережили самый большой внутридневной скачок с момента первичного размещения акций (IPO) в 2013 году, поднявшись на целых 27 процентов. 5 апреля Twitter предложил Маску войти в совет директоров компании, и Маск согласился. Эта должность запрещала бы Маску выходить за пределы 14,9-процентного пакета акций. Четыре дня спустя, перед тем как назначение Маска должно было вступить в силу, Маск отменил своё решение войти в совет после публикации нескольких твитов с критикой компании.

## Выкуп

### Предложение поприобретению
|           | Elon Musk | через Twitter |
| @elonmusk |           |               |

англ. I made an offer
https://sec.gov/Archives/edgar...

        14 апреля, 2022

14 апреля Маск сделал нежелательное и необязывающее предложение о покупке компании за 43 миллиарда долларов, или 54,20 доллара за акцию, и превращении её в частную компанию. Предложение было названо попыткой враждебного поглощения, а компания ответила, что совет директоров «внимательно изучит предложение, чтобы определить курс действий, который, по его мнению, отвечает наилучшим интересам компании и всех акционеров Twitter». В интервью TED Маск заявил, что верит в «потенциал компании стать платформой для свободы слова по всему миру», назвав свободу слова «общественным императивом для функционирующей демократии» и настаивая на том, что сделал предложение не для увеличения своего состояния. Однако, по мнению критиков, он проявил мало интереса к борьбе с государственной цензурой во всем мире, заявив, что «Твиттер должен соответствовать законам страны», а вместо этого проявил большую озабоченность политикой модерации Твиттера. Считается, что цена в 54,20 доллара за акцию является ссылкой на 420 — сленговый термин в культуре каннабиса для обозначения потребления марихуаны.
15 апреля совет директоров Twitter объявил о стратегии «ядовитой таблетки», которая позволит акционерам приобрести дополнительные акции в случае враждебного поглощения (срок действия плана истекает 14 апреля 2023 года). 20 апреля Маск сообщил, что он обеспечил финансирование, предоставленное группой банков во главе с Morgan Stanley, Bank of America, Barclays, MUFG, Société Générale, Mizuho Bank и BNP Paribas, для потенциального тендерного предложения по приобретению компании. Финансирование включало $7 млрд банковских кредитов, обеспеченных старшим залогом; $6 млрд субординированного долга; $6,25 млрд банковских кредитов лично Маску, обеспеченных $6,25 млрд его акций Tesla; $20 млрд денежного капитала от Маска, который будет предоставлен за счёт продажи акций Tesla и других активов; и $7,1 млрд капитала от 19 независимых инвесторов.
Первоначально предложенная сумма в 13 млрд долларов, которую Twitter взял в долг, эквивалентна семикратному прогнозируемому операционному денежному потоку компании на 2022 год; некоторые банки сочли такую сумму слишком рискованной и предпочли участвовать только в маржинальном кредите Маска на сумму 12,5 млрд долларов. По оценкам, долг обойдётся Twitter примерно в 1 млрд долларов в виде ежегодных процентов и комиссий. Через два дня после объявления о покупке Маск зарегистрировал три холдинговые компании под названием «X Holdings» в рамках подготовки к поглощению. Акции Tesla упали на 12 процентов на следующий день после объявления о покупке, на фоне меньшего снижения на более широких рынках. В тот день Маск понёс бумажные убытки в размере 21 миллиарда долларов. Без учёта акций, которые он заложил банкам в качестве залога по личному кредиту на сумму 12,5 млрд долларов, Маск располагает акциями Tesla на сумму 11 млрд долларов в свободной продаже, что на 10 млрд долларов меньше, чем ему необходимо для внесения денежного капитала в размере 21 млрд долларов. Одним из способов покрытия дефицита может стать реализация некоторых из его опционов на акции Tesla, которые будут облагаться налогом как обычный доход. В течение трёх дней после того, как Twitter согласился на приобретение, Маск продал акций Tesla на сумму 8,5 миллиарда долларов.

### Объявление о приобретении
|           | Elon Musk | через Twitter |
| @elonmusk |           |               |

             Чтобы Твиттер заслужил общественное доверие, он должен быть политически нейтральным, что фактически означает в равной степени расстраивать крайне правых и крайне левых.
         

        27 апреля, 2022

24 апреля многие издания сообщали, что Twitter ведёт последние переговоры о принятии предложения Маска, и ожидалось, что сделка будет заключена на следующий день. Однако агентство Reuters предупредило, что сделка может сорваться в последний момент. 25 апреля совет директоров Twitter публично и единогласно принял предложение о выкупе за 44 миллиарда долларов, и Twitter станет частной компанией после завершения сделки где-то в 2022 году. Для завершения сделки потребуется одобрение акционеров и регулирующих органов, хотя аналитики считают, что она вряд ли будет оспорена регулирующими органами. Если Маск откажется от приобретения, он должен будет выплатить Twitter компенсацию за разрыв сделки в размере $1 млрд. Генеральный директор Twitter Параг Агравал получит от выкупа $39 млн, а соучредитель и бывший генеральный директор Twitter Джек Дорси получит $978 млн. Ожидается, что Маск будет временно исполнять обязанности генерального директора в течение нескольких месяцев после завершения поглощения. На следующий рыночный день, акции Tesla упали более чем на $125 млрд, в результате чего Маск потерял около $30 млрд.
После объявления о принятии Маск заявил, что его первый план — сделать алгоритм, который будет распределять твиты в ленте контента, открытым образом, чтобы повысить прозрачность. Он также заявил о своём намерении удалить спам-ботов и «проверить подлинность всех реальных людей». Он предположил, что может превратить штаб-квартиру Twitter в Сан-Франциско в приют для бездомных. Маск не доверяет корпоративному руководству Twitter, и опубликовал твиты с критикой решений, принятых руководителями Twitter, такими как Виджая Гадде; пользователи Twitter затем преследовали руководителей, используя расистские и сексистские высказывания. Бывший генеральный директор Twitter Дик Костоло осудил критику Маска, а Агравал заявил, что гордится сотрудниками Twitter, «несмотря на шум» вокруг компании.
28 апреля Twitter заверил рекламные агентства, что их работа не будет видна рядом с оскорбительными материалами. Маск также обсуждал с банкирами идеи сокращения рабочих мест и расходов, поощрения креативности влиятельных лиц и добавления в Twitter услуг подписки. 4 мая Маск был вызван в Комитет по цифровым технологиям, культуре, СМИ и спорту для обсуждения влияния его выкупа на свободу слова и «вред в сети». На следующий день Маск заручился финансированием в размере $7,1 млрд долларов, в том числе от соучредителя корпорации Oracle Ларри Эллисона, саудовского принца Алвалида бин Талала бин Абдулазиза Алсауда, венчурных фирм Andreessen Horowitz и Sequoia Capital, а также суверенного фонда Qatar Holding. Вливание капитала сократило первоначальный личный банковский кредит в размере 12,5 млрд долларов до 6,25 млрд долларов, а требуемый денежный взнос в капитал — с 21 млрд долларов до чуть менее 20 млрд долларов.

### Сделка
28 октября 2022 года сделка была совершена. Во главе компании стал Илон Маск. Генеральный директор Параг Агравал и финансовый директор Нед Сигал вышли из состава руководства Twitter.

## Реакция

### Предварительное объявление
5 апреля, после вступления Маска в совет директоров Twitter, Агравал написал, что, по его мнению, назначение Маска принесёт долгосрочную ценность компании, а Дорси написал, что Маск «глубоко заботится о нашем мире и роли Twitter в нём». 11 апреля Агравал заявил, что, по его мнению, выход Маска из совета директоров «к лучшему», отметив, что компания «останется открытой для его вклада». На следующий день акционеры Twitter подали в суд на Маска за якобы манипулирование ценой акций компании и нарушение правил SEC.
Предложение Маска было встречено как с одобрением, так и с критикой. 14 апреля сотрудники Twitter выразили обеспокоенность взглядами Маска на свободу слова. СМИ выразили опасения, что предложенные им изменения в Twitter приведут к росту дезинформации и преследований. Консервативные и республиканские комментаторы и политики в США, которые считали, что Twitter дискриминирует правые высказывания, выразили энтузиазм по поводу предложенных Маском изменений. США, которые считали, что Twitter дискриминирует правые высказывания, с энтузиазмом восприняли предложенные Маском изменения. 19 апреля Национальная городская лига призвала Twitter отклонить предложение Маска о поглощении, предупредив о потенциально негативных последствиях для гражданских прав пользователей. 22 апреля республиканцы в Палате представителей США потребовали от Twitter отклонить предложение Маска о поглощении. 22 апреля республиканцы потребовали от совета директоров Twitter сохранить все записи, относящиеся к предложению Маска о поглощении, что создаёт основу для возможного расследования в Конгрессе после промежуточных выборов 2022 года. Согласно опросу, проведённому Центром американских политических исследований Гарвардского университета (CAPS) и опросу Харриса, 57 процентов американских избирателей одобрили покупку Маском компании Twitter. Джимми Патронис, финансовый директор Florida, высоко оценил предложение Маска и критически отозвался о стратегии «ядовитой таблетки» Twitter. 25 апреля, после сообщений о том, что Twitter готов принять предложение Маска, акции Twitter выросли на 5 процентов.

### После объявления
Агравал приветствовал покупку и заверил сотрудников, что увольнений на тот момент не планировалось. Дорси одобрил продажу, заявив, что «возвращение [Twitter] с Уолл-стрит — это правильный первый шаг» и что он доверяет Маску в качестве нового владельца компании. Республиканские законодатели в Конгрессе США, такие как Джим Джордан, Иветт Херрелл, Марша Блэкберн и Тед Круз, высоко оценили сделку, назвав её восстановлением свободы слова. Между тем, законодатели-демократы, такие как Прамила Джаяпал, Хесус Гарсия, Мари Ньюман и Марк Покан, раскритиковали Маска и выкуп. Бывший президент США Дональд Трамп выразил одобрение сделки, но заявил, что не присоединится к платформе, даже если ему снимут запрет, поскольку предпочитает собственную платформу социальных сетей Truth Social. Президент Мексики Лопес Обрадор заявил, что надеется, что Маск избавит Twitter от «коррупции, которая там есть, манипуляций с ботами». К 27 апреля 30 000 новых пользователей присоединились к серверам Mastodon с открытым исходным кодом. У консервативных аккаунтов Twitter значительно увеличилось количество подписчиков, а у либеральных — немного уменьшилось. После выкупа многие левые пользователи покинули платформу.
Главный юрист Twitter Виджая Гадде подверглась критике со стороны Маска, расплакалась на собрании после объявления и стала объектом насмешек в Интернете. 29 апреля Агравал провёл общеорганизационное собрание, чтобы решить проблемы, поднятые сотрудниками. Некоторые пользователи и активисты ЛГБТК+ выразили опасения по поводу сделки, основываясь на твитах Маска, высмеивающих трансгендеров, и опасаясь, что переплатформирование приостановленных аккаунтов Twitter приведёт к росту преследований и языка вражды в Интернете. Последователи теории заговора QAnon приветствовали покупку, полагая, что подход Маска к свободе слова позволит им вернуться на платформу. Комиссар FCC Брендан Карр в ответ на призывы к агентству заблокировать покупку заявил, что у него нет на это полномочий, назвав такие просьбы «абсурдными».
Хенрик Фискер, соучредитель производителя электромобилей Fisker Inc. и конкурент Маска, покинул Twitter вскоре после объявления о приобретении. Основатель Amazon Джефф Безос задал вопрос о том, даст ли деловой интерес Tesla в Китае китайскому правительству рычаги влияния на Twitter через Маска, и ответил, что «скорее всего, нет». Соучредитель Microsoft Билл Гейтс задал вопрос о том, позволит ли Маск распространять дезинформацию о здоровье населения, включая дезинформацию о вакцинах. Тьерри Бретон, европейский комиссар по внутреннему рынку, подчеркнул, что «любая компания, работающая в Европе, должна соблюдать [их] правила», а Европейский союз объявил, что новые правила работы в Интернете «перестроят» цифровой рынок и технологических гигантов.

### Анализ
Элизабет Лопатто из The Verge предсказала, что поглощение Маска приведёт к массовому уходу сотрудников и возможному восстановлению аккаунта Трампа в Twitter. Джим Крамер из CNBC высказал мнение, что у совета директоров Twitter «не будет выбора», кроме как отклонить предложение Маска из-за потенциальной личной ответственности членов совета директоров. После объявления о приобретении Алекс Верпин из The Hollywood Reporter предупредил о широкомасштабных последствиях. Грег Бенсингер из The New York Times утверждал, что приобретение Маска — это «контроль над мегафоном», а не свобода слова, а The Washington Post выразила обеспокоенность призывами Маска к свободе слова. Аналитик по акциям Анджело Зино считает, что решение Twitter могло быть вызвано осознанием того, что альтернативные претенденты вряд ли появятся из-за снижения стоимости активов компаний социальных сетей. Кевин Д. Уильямсон из National Review сравнил покупку Маском Twitter с президентской кампанией Дональда Трампа 2016 года, назвав её рекламным трюком.
Кейт Клоник, профессор права в Университете Сент-Джонс, заявила, что если разрешить «всю свободу слова» в Twitter, это откроет двери для распространения порнографии и языка ненависти. Дон Питтис из CBC News отметил противоречия, связанные с получением богатыми людьми контроля над медиаплатформами. Media Matters for America и Австралийский институт стратегической политики предположили, что Китай может использовать своё влияние для получения политических уступок или манипулирования Twitter из-за связей Маска с Китаем. Аналитик Майк Проулкс из Forrester Research предупредил, что другие компании могут покинуть Twitter, если Маск ослабит политику модерации. Джоан Донован, директор по исследованиям в Гарвардском центре Шоренштейна по СМИ, политике и государственной политике, заявила, что отсутствие модерации в Twitter приведёт к преследованиям в сети. Робби Соав из Reason утверждал, что покупка Маска не угрожает ни Twitter, ни демократии, считая, что те, кто «преувеличивает значение Twitter», на самом деле являются критиками Маска в прогрессивных и основных СМИ. Биткойн-инвестор Роджер Вер и генеральный директор Coinbase Inc. CEO Брайан Армстронг приветствовали покупку, ссылаясь на возможность снижения предполагаемой цензуры в Twitter. Линдси Бейкс из Deseret News написала, что Маск может интегрировать криптовалюту в Twitter.